# 菊池武時
菊池 武時（きくち たけとき）は、鎌倉時代末期の武将。菊池氏の第12代当主。菊池隆盛の次男。第10代当主・菊池武房の孫で、第11代当主・菊池時隆の弟にあたる。

## 生涯

### 家督相続
幼名は正龍丸。父の隆盛が武房より先に死去した後、菊池氏の家督は兄の時隆が武房の養嗣子となって継いだが、叔父の菊池武本がこれに不満を持って対立し、結果として時隆と武本が共に滅んだため、幼少の身で家督を継いで当主となった。菊池十二代の責務から、祖父伝来の弓矢の道に励むと共に文学を嗜むなど、幼少の頃から修養を積んだ。

### 挙兵
この頃の九州は、元寇の後に鎮西探題が設置され、北条氏による支配が強化されており、御家人達の不満は募っていた。
元弘3年/正慶2年（1333年）3月11日、博多に到着した武時は鎮西探題に出仕したが、侍所から遅参を非難され、口論となった。13日、武時は挙兵し、博多の所々に火をつけて焼き払った。そして少弐貞経、大友貞宗らに使者を使わし、隠岐を脱出した後醍醐天皇の綸旨を受けているので同調するように告げる。しかし両者の反応は冷たく、少弐貞経は堅粕（福岡市博多区・東区）で菊池の使者を斬り、大友貞宗も使者を斬ろうとして逃走された。武時は鎮西探題に押し寄せ、探題配下と合戦となるが敗れ、子の菊池頼隆以下菊池一族と共に討たれた。享年42。一族200名あまりの首が犬射馬場に懸けられた。

### その後の鎮西探題
この挙兵の有様は訴訟のために京都から鎮西探題に派遣されていた僧の良覚によって目撃され、『博多日記』に書きとどめられた。武時は探題で行われた裁判で敗訴していた事も挙兵の遠因とされている。その性急な挙兵は少弐氏や大友氏の支持を得られず、自滅する結果となるが、武時の探題襲撃計画は九州における討幕運動の契機となり、この2ヶ月後の5月22日に鎌倉幕府が滅亡すると、その3日後に少弐貞経、大友貞宗ら九州の武士達は倒幕側に転じ、鎮西探題を滅ぼすことになる。
武時の曾孫である菊池武朝が著した『菊池武朝申状』（弘和4年（1384年）7月日）によれば、武時が元弘の乱で戦死した後、その論功行賞の場で、千早城の戦い等で活躍した武将楠木正成は自らの功績を誇らず、他人である武時の功を強く推薦したという。曰く、元弘の乱では忠烈の者も労功の輩も多いが、みな生き長らえた者である。しかし、武時入道ひとりは勅諚によって落命した者である。忠厚第一とするのは当然ではないか、と論じた。そのため、正成の主張を後醍醐天皇は聴き入れたという。
この「忠厚」という語については、平田俊春「楠公の戦死に関する学説について」（1940年）は「忠義」の意に解しているが、今井正之助「解説　正成討死をめぐる諸説と正成の出自」（2007年）は、『太平記』等の当時の諸書での用例を考えるなら、ここでいう「忠厚」とは「忠功」つまり（戦での）「功績」のことであろうと指摘している。
武時の後を継いだ菊池武重は恩賞として肥後一国を与えられた。

## 人物
鳳儀山聖護寺の建立の折に開基として招聘された大智禅師と師友関係となる。武時は求道の士で、一族と共に大智禅師のもとに参禅するなどした。こうした中で長男の武重は、『仮名法語』と『十二時法語』を大智禅師から供されている。
福岡県福岡市の菊池神社や熊本県菊池市の菊池神社の主祭神として祀られている。また、非常に子沢山で頼隆と武重のほかにも10数人以上の子がいた。江戸幕末の画家・菊池容斎は、武時の子孫であると伝えられる。

## 贈位
- 1883年（明治16年）8月6日 - 贈従三位[4]
- 没後570年近く経った1902年（明治35年）11月12日に、明治天皇より贈従一位に叙され、同日に子の菊池武重と菊池武光も贈従三位に叙された[5]。